# Thomas Charvériat
Thomas Charvériat (7 de março de 1974, Paris) é um artista, diretor da galeria e diretor de arte francês que vive e trabalha em Shanghai, China.

## Formação
Depois de frequentar a Escola de Artes Visuais e se formar em Belas Artes (com especialização em Imagem) em 1998, ele fiz um curso de pós-graduação na Universidade de Columbia, onde ele tomou um mestrado em Belas Artes (com especialização emescultura) no ano 2000 da mão de professores como  Jon Kessler  e Ronald Jones. Nesta mesma instituição ele executou tarefas de professor assistente. Mais tarde, mudou-se para Barcelona, a cidade onde obtive um segundo mestrado, esta vez com honras, em Artes Digitais no Instituto Audiovisual (UPF).
Hoje, Thomas Charvériat é especializado na gestão de exposiçãoes e na curadoria, sempre tentando promover o uso da interatividade na arte.
Como artista, Charvériat cria instalações animadas usando GPS, SMS, video, som, dados eletrônicos e humor, todos interagindo com o espectador.

## Exposições
Charvériat exposiçõe regularmente em exposições internacionais de arte das novas mídias, como ArtFutura ou Observatori. Também tem colaborado com diversas instituições de arte, como o Museu de Ciências Príncipe Felipe de Valencia (Espanha), o Amadeo Museo de Souza-Cardoso, em Amarante (Portugal), o Museu Marítimo de Barcelona ou o Museu de Arte Contemporânea de Xangai (MOCA), de modo que pode-se dizer que tem trabalhado em colecções públicas e privadas em Europa, América do Norte e Asia.
Seu trabalho artístico já lhe rendeu diferentes bolsas de estudo, honras, prêmios e uma citação de excelência, bem como os fundos que recibiu da Fundação Mondriaan, a Fundação para a Arte de Rotterdam ou do Instituto Audiovisual de Barcelona.
De todos os seus projetos, o chamado Return Policy Project foi realizado durante o período de estudo na Universidade de Columbia em 2000. Pode ser definido como uma exploração de um ano sobre a dependência dos consumidores para produtos eletrônicos. O título vem de uma abordagem coerente na reutilização de equipamentos eletrônicos usados. A ideia era entrar na vida de uma pessoa, desviando os elementos essenciais para a sua existência. Este projecto é particularmente inspirado na Organização para a Libertação da Barbie, uma proposta artística coletiva baseada em roubar bonecos Barbie e alterar a sua operação para depois oferecê-los para venda em supermercados para jogar com o relacionamento existente entre o consumidor eo produtor. Hoje, Thomas Charvériat concentra uma grande parte de sua produção artística no coletivo Liu Dao, coletivo criado por ele e do qual é um membro ativo.

## Como galerista
Thomas também foi o diretor e fundador de Montcada5 em Barcelona e atualmente de island6 Arts Center em Shanghai, dois espaços sem fins lucrativos dedicados a projectos de apoio a artistas emergentes. Desde 2004, estas propostas têm ajudado mais de 250 artistas através de um laboratório de consultoria técnica em crescimento e um programa de residência exclusiva voltada para a produção de arte. Na verdade, island6 apoiou e já produziu mais de 1400 projetos criativos e organizou mais de 100 exposições no exterior, desfrutando de grande prestigio. Desde a fundação das TIC, island6 abriu 5 localizações internacionais, com três filiais em Shanghai, uma em Hong Kong e a último em Phuket, Tailândia. Thomas Charvériat encontrou se ao frente como diretor e fundador, além de como um membro, hoje, do coletivo de arte Liu Dao. Este grupo, criado por o artista, tem entre seus principais objetivos a criação artística longe do ego que às vezes está associado com a prática artística. No mesmo sentido e direção, o próprio Charvériat declarou em alguma ocasião que "[ser famoso] não é importante. Então, eu criei um coletivo. O importante é criar. Ele faz o resto. É uma questão prática a do coletivo. A personalidade do artista e sua arte são coisas completamente diferentes. É importante manter pura a arte. No coletivo estamos fazendo arte sem colocar o ego em frente". Para fazer isso, Charvériat propõe um processo semelhante de criação ao da "indústria cinematográfica, com os créditos das diferentes actividades e responsabilidades que têm enriqueciso e conformado- o trabalho final." A criação de Liu Dao pelos francês, sem dúvida, é consistente com a sia própria proposta nos seus dois espaços, linha sem fins lucrativos. Com esse grupo, também caracterizado pela confluência das "técnicas clássicas e modernas tecnologias" Thomas conseguiu ganhar alguns prêmios, os quais devem ser adicionados aos rescebidos como artista individual. O trabalho multidisciplinar de Thomas (sempre relacionado com a arte) não só foi recompensado com prêmios, mas também com interesse geral como demonstra a presença em importantes feiras de arte internacional e o seu papel proeminente nos mídia em tais eventos.

## Exposições seleccionados (como um artista)
| Ano  | Título                                                 | Espaço                      | Localização geográfica        |
| ---- | ------------------------------------------------------ | --------------------------- | ----------------------------- |
| 2016 | Machine Dreams                                         | island6 Arts Center         | Shanghai, China               |
| 2015 | Neuro Rhumba                                           | island6 Arts Center         | Shanghai, China               |
| 2015 | Chi Fan For Charity                                    | island6 Arts Center         | Shanghai, China               |
| 2013 | Metropolis Rises                                       | Red Gate Gallery            | Pequim, China                 |
| 2012 | Sin City-Impressions of Shanghai: New Works by island6 | Tally Beck Contemporary     | Nova Iorque, Estados Unidos   |
| 2011 | Plugged In                                             | Tally Beck Contemporary     | Nova Iorque, EUA              |
| 2011 | Middle East, Middle Kingdom                            | Etemad Gallery              | Dubai, Emirados Árabes Unidos |
| 2010 | Libido, mortido                                        | island6 Arts Center         | Shanghai, China               |
| 2008 | Clouds of Crowds                                       | island6 Arts Center         | Shanghai, China               |
| 2007 | Eurasia One                                            | island6 Arts Center         | Shanghai, China               |
| 2006 | Invisible Layers, Electric Cities                      | island6 Arts Center         | Shanghai, China               |
| 2005 | Art Futura                                             | Mercat de les Flors         | Barcelona, Espanha            |
| 2004 | Observatori 2004 curadoria Coldcreation                | Cidade das Artes e Ciências | Valencia, Espanha             |

## Exposições seleccionados (como curador)
| Ano  | Título                                                   | Espaço              | localização geográfica |
| ---- | -------------------------------------------------------- | ------------------- | ---------------------- |
| 2011 | Omen compartilhada curadoria com Pete Bradt              | island6 Arts Center | Shanghai, China        |
| 2010 | Psychic Apparatus                                        | island6 Arts Center | Shanghai, China        |
| 2010 | Libido, mortido curadoria compartilhada com Zane Mellupe | island6 Arts Center | Shanghai, China        |
| 2008 | Clouds of Crowds                                         | island6 Arts Center | Shanghai, China        |

## Exposições seleccionados (como diretor artístico)
| Ano       | Título                                                  | Espaço                       | localização geográfica |
| --------- | ------------------------------------------------------- | ---------------------------- | ---------------------- |
| 2016      | Machine Dreams                                          | island6 Arts Center          | Shanghai, China        |
| 2014-2015 | Blood-Money & Bitches                                   | island6 Marina               | Phuket, Tailândia      |
| 2013      | Melted Paraffin Wax                                     | island6 Arts Center          | Shanghai, China        |
| 2013      | Through The Wormhole                                    | island6 Arts Center          | Shanghai, China        |
| 2013      | Overload: A Tale Of Officide                            | island6 Hong Kong            | Hong Kong              |
| 2013      | Carriageworks                                           |                              | Austrália              |
| 2013      | Metropolis Rises                                        | Red Gate Gallery             | Pequim, China          |
| 2013      | Body-City-Mechanism                                     | island6 Arts Center          | Shanghai, China        |
| 2013      | Need, Want, Hunt                                        | island6 Arts Center          | Shanghai, China        |
| 2012      | The Cat That Eats Diodes Hong Kong                      | island6 Hong Kong            | Hong Kong              |
| 2012      | The Cat That Eats Diodes                                | island6 Arts Center          | Shanghai, China        |
| 2012      | The Secret Collection of Yüan Meng Ch'ien               | island6 Arts Center          | Shanghai, China        |
| 2012      | Them That Glide Past Our Windows                        | island6 Arts Center          | Shanghai, China        |
| 2012      | Wired Blossoms and Electric Angels                      | O Atrium, The Opposite House | Pequim, China          |
| 2012      | Across The Waibaidu                                     | island6 Arts Center          | Shanghai, China        |
| 2012      | Sin City - Impressions of Shanghai: New Work by island6 | Tally Beck Contemporary      | Nova Iorque, EUA       |
| 2011      | RAM Christmas Project 2011                              | RockBund Art Museum          | Shanghai, China        |
| 2011      | Goddamned Shanghai                                      | island6 Arts Center          | Shanghai, China        |
| 2011      | ShContemporary 2011                                     | Shanghai Exhibition Center   | Shanghai, China        |
| 2011      | Everyday Frenzies                                       | island6 Arts Center          | Shanghai, China        |
| 2011      | Spring Floods and Peach Petals                          | A Casa das Artes             | Singapura              |
| 2011      | Plugged In                                              | Tally Beck Contemporary      | Nova Iorque, EUA       |
| 2010      | Garden of Autumn Vapors                                 | Red Gate Gallery,            | Pequim, China          |